# Fetichismo de aplastamiento
El fetichismo de aplastamiento es un fetichismo sexual y una parafilia en la que la excitación sexual se asocia con observar objetos aplastados o ser aplastado uno mismo. Los objetos aplastados varían desde elementos inanimados (p. ej., comida) hasta aplastamiento dañino y/o fatal de invertebrados (p. ej., insectos, caracoles, gusanos, arañas) o vertebrados (p. ej., aves, reptiles, mamíferos).
En los casos más graves, el aplastamiento ha implicado homicidio o tortura hasta la muerte de animales inmovilizados, incluidos perros, gatos, cerdos y monos. Organizaciones de bienestar animal, como la Sociedad Humana de los Estados Unidos, condenan esta práctica y la consideran sumamente preocupante. La motivación de estos actos puede ser la producción de una película que registre los hechos, que se vende en Internet para aplastar a los fetichistas que encuentran el contenido sexualmente gratificante, un género personalizado conocido como "película aplastante".
Actualmente no hay leyes que prohíban específicamente el aplastamiento de animales, pero la producción o el comercio de erotismo de aplastamiento que involucre vertebrados vivos es ilegal en muchos países, incluidos Estados Unidos y el Reino Unido. En los Estados Unidos, el comercio interestatal en videos de aplastamiento (duro) es ilegal desde 2010, y muchos otros países también los han prohibido.

## Clasificación
Los fetichistas del aplastamiento utilizan términos para clasificar el aplastamiento, sobre la base del objeto sujeto al aplastamiento:
- 'Aplastamiento suave': trituración de objetos inanimados e invertebrados. Esta es la forma más común. La mayoría de los fetichistas suaves y exclusivos del aplastamiento prefieren distinguirse de otros fetichistas del aplastamiento, creyendo que otros fetichistas del aplastamiento les dan una reputación indebidamente negativa.[7]

- 'Aplastamiento duro': aplastamiento de vertebrados no humanos. Esto se considera más cruel que el aplastamiento suave, ya que generalmente se cree que los vertebrados tienen una mayor capacidad para sufrir dolor.[8]

## Películas
Son videos producidos para la gratificación sexual de los fetichistas.
En ellas, el agente aplastante suele ser una mujer, que concentrará el peso de su cuerpo sobre sus pies para comprimir el objeto contra el suelo. Los pies suelen estar vestidos con calzado sexualmente sugerente tipo dominatriz, como tacones altos y medias de encaje, pero se pueden usar otros tipos de calzado o pies descalzos. Esto recuerda elementos tanto del fetichismo de pies como de la cultura BDSM.
Jeff Vilencia es un conocido director de películas de enamoramiento, como Smush! A Vilencia, junto a muchos otros fetichistas, le encanta ver aplastar a los invertebrados desde muy joven; afirma que cuando tenía 2 o 3 años, intentó repetidamente que la gente lo pisara.

### Estatus legal
La legalidad de estas películas y la práctica real de trituración varía según la región; sin embargo, muchos se han publicado en sitios web y están disponibles para su descarga a través de Internet, lo que dificulta el control de su distribución.
Los opositores a la crueldad animal condenan la producción o el comercio de erótica aplastante que involucra a vertebrados y es ilegal en muchos países, incluido Estados Unidos.

#### Estados Unidos
En 1999, el Congreso de los Estados Unidos promulgó un estatuto que afectaba la legalidad de las películas aplastantes que criminalizaba la creación, venta y posesión de representaciones de crueldad animal, aunque con la excepción de "cualquier representación que tenga serios motivos religiosos, políticos, científicos, educativos, valor periodístico, histórico o artístico”. En 2008, la Corte de Apelaciones del Tercer Circuito de los Estados Unidos invalidó la prohibición de la venta y posesión de este tipo de películas (si no obscenas) como una violación de la garantía de la Constitución para la libertad de expresión. La Corte Suprema de los Estados Unidos confirmó la decisión del Tercer Circuito en Estados Unidos v. Stevens, encontrando la ley inconstitucional porque la ley era tan amplia y vaga que incluía cualquier representación de un animal o siendo dañado por la caza o la enfermedad. El 28 de noviembre de 2010, la Cámara de Representantes y el Senado aprobaron el proyecto de ley HR 5566, que prohíbe el comercio interestatal de películas de aplastamiento de animales, y el 9 de diciembre, el presidente Obama firmó el proyecto de ley que se convirtió en la Ley de prohibición de videos de aplastamiento de animales de 2010.
El 8 de septiembre de 2015, una mujer de Houston se declaró culpable en el primer caso federal de video de aplastamiento de animales del país.
El 25 de noviembre de 2019, el presidente Donald Trump promulgó la Ley de Prevención de la Tortura y la Crueldad Animal (Ley PACT), que convierte el "aplastamiento" de animales y el abuso sexual de animales en un delito federal si el delito está relacionado con el comercio exterior o interestatal o lo afecta. si se comete en propiedad federal, como parques nacionales, prisiones federales y bases militares. Si bien la ley no reemplaza las ordenanzas estatales o locales, una condena de PACT prevé multas federales y encarcelamiento de hasta siete años. La ley PACT define el aplastamiento de animales como cuando "uno o más mamíferos, aves, reptiles o anfibios vivos no humanos son aplastados, quemados, ahogados, asfixiados, empalados o sujetos a lesiones corporales graves deliberadamente".

#### Reino Unido
Aunque se cree que la mayoría de las películas se originaron en los Estados Unidos, el primer arresto en el Reino Unido se realizó en 2002. Se estima que la industria genera cientos de miles de libras en ventas.

#### China
En 2006, apareció un video de aplastamiento en Internet en el que una mujer pisotea a un gatito con tacones de aguja. Finalmente, la mujer clava su talón en el ojo del gatito y penetra en la cuenca del ojo, lo que provoca la pérdida de sangre y la muerte del gatito. Los internautas descubrieron y revelaron la identidad de la mujer, y revelaron que el camarógrafo era un empleado de la televisión provincial. La enfermera publicó una disculpa en el sitio web del gobierno de la ciudad de Luobei, alegando que era susceptible de persuasión para aplastar al gatito, ya que estaba abatida por su reciente divorcio. Tanto la enfermera como el camarógrafo perdieron sus trabajos como resultado del incidente, aunque sus acciones no fueron ilegales según las leyes de crueldad animal del país.